# Synopeas saccharale
Synopeas saccharale är en stekelart som först beskrevs av Alan Parkhurst Dodd 1916.  Synopeas saccharale ingår i släktet Synopeas och familjen gallmyggesteklar. Inga underarter finns listade i Catalogue of Life.